# Herbert Paul Grice
Herbert Paul Grice (født 13. marts 1913, død 28. august 1988) var en engelsk filosof og sprogforsker, der er kendt for sit arbejde omkring mening og kommunikation.
Han var uddannet fra Oxford, og arbejdede der frem til 1967, hvor han flyttede til University of California, Berkeley.
Han blev officielt pensioneret i 1979; men fortsatte med at undervise til det sidste.

Paul Grice er kendt for sin opstilling af de to begreber: Konventionel implikatur og Konversationel implikatur, hvor han blandt andet introducerer sine fire maksimer for forståelse.
Hans arbejde er samlet i bogen:
- Studies in the Way of Words, (1989), ISBN 0-674-85271-0

| filosofi | Spire Denne filosofiartikel er en spire som bør udbygges. Du er velkommen til at hjælpe Wikipedia ved at udvide den. |

1. ↑  Navnet er anført på bokmål og stammer fra Wikidata hvor navnet endnu ikke findes på dansk.